# Щербаков, Виктор Геннадиевич
Виктор Геннадиевич Щербаков (4 марта 1935, Горловка — 19 августа 2009, Горловка, Донецкая область) — советский актёр театра и кино. Народный артист Украинской ССР (1980). Заслуженный артист Молдавской ССР.

## Биография
Родился 4 марта 1935 года в городе Горловка Донецкой области Украинской ССР.
Сценическую деятельность начал в 1957 году в Николаевском театре драмы и музыкальной комедии.
В 1960—1964 работал в Грозненском республиканском русском драматическом театре им. М. Ю. Лермонтова.
В 1964—1970 годах играл в Кишинёвском русском театре драмы им. А. П. Чехова.
С 1970 года — актёр Львовского русского драматического театра Советской армии.
Умер в 2009 году в Горловке.
Был женат на актрисе Марте Ивановне Бабкиной.

## Фильмография
- 1970 — Последний снег — эпизод
- 1973 — До последней минуты — Роман Когут
- 1978 — Подпольный обком действует — Алексей Фёдорович Фёдоров, командир отряда — главная роль
- 1979 — Багряные берега — Иванченко
- 1980 — Пора летних гроз — Олег Николаевич Школьников, директор совхоза
- 1982 — Тайны святого Юра — Иван Варгун
- 1984 — Макар-следопыт — эпизод
- 1988 — Прошедшее вернуть — немецкий социал-демократ
- 1992 — Аляска, сэр! — Семён Игнатьевич Сажин
- 1992 — Цена головы — эпизод
- 1993 — Преступление со многими неизвестными — Стебельский, судья
- 1995 — Остров любви — Николай Цюпа, муж Антонины